# كليمنتي فرنانديز لوبيز
كليمنتي فرنانديز لوبيز (بالإسبانية: Clemente Fernández López)‏ (23 نوفمبر 1919 بمدريد في إسبانيا - 17 يوليو 1996 بمدريد في إسبانيا) هو لاعب كرة قدم إسباني في مركز الدفاع. شارك مع منتخب إسبانيا لكرة القدم. أما مع النوادي، فقد لعب مع ديبورتيفو لاكورونيا وريال مدريد ونادي إيركوليس وCD Betis San Isidro ‏.

## مسيرته الكروية
لعب كليمنتي فرنانديز لوبيز خلال مسيرته الاحترافية مع 3 أندية في أحد عشر موسمًا ولم يسجل خلالها أي هدف ضمن 144 مباراة. حيث فاز في موسمين بالكأس ولم يفز بأي دوري.
خاض كليمنتي فرنانديز لوبيز مسيرته مع نادي ريال مدريد في موسم 1942–43 في المرة الأولى لمدة موسم واحد ثم في موسم 1944–45 ليلعب معه ثمانية مواسم، مشاركًا طوالها في 109 مباراة ولم يسجل أي هدف. ثم انتقل إلى نادي إيركوليس في موسم 1943–44 لمدة موسم واحد، حيث شارك في 25 مباراة ولم يسجل أي هدف أيضًا. لينتقل بعدها إلى نادي ديبورتيفو لاكورونيا في موسم 1952–53 لمدة موسم واحد، مشاركًا في 10 مباريات ولم يسجل أي هدف أيضًا.

## وصلات خارجية
- كليمنتي فرنانديز لوبيز على موقع قاعدة بيانات كرة القدم.إي يو (الإنجليزية)
- كليمنتي فرنانديز لوبيز على موقع ناشيونال فوتبول تيمز (الإنجليزية)